# Jimusaria sinkianensis
Jimusaria sinkianensis è un terapside estinto, appartenente ai dicinodonti. Visse nel Permiano superiore (circa 254 - 252 milioni di anni fa) e i suoi resti fossili sono stati ritrovati in Cina.

## Descrizione
Questo animale doveva essere lungo circa un metro e venti, e l'aspetto doveva richiamare quello di altri dicinodonti, con un corpo tozzo sorretto da brevi arti e un cranio dotato di un becco simile a quello di una tartaruga, seguito da due zanne superiori prominenti e simili a canini.  
Jimusaria era caratterizzato da una piattaforma dentale simile a una lama tagliente che si espandeva anteriormente in uno spesso rigonfiamento, e da un processo caniniforme arrotondato, egualmente ricurvo anteriormente e posteriormente. Altre caratteristiche di Jimusaria erano una barra intertemporale stretta senza esposizione dorsale delle ossa parietali, ossa squamose strette in vista laterale, e solchi prominenti tra le ossa postfrontali e postorbitali. 

## Classificazione
I primi fossili di questo animale (un cranio quasi completo e ben conservato, con tanto di mandibola) vennero ritrovati nella formazione Guodikeng nel Tienshan (provincia dello Xinjiang) in Cina settentrionale, e vennero descritti da Yuan e C. C. Young nel 1934 con il nome di Dicynodon sinkianensis; la scoperta era particolarmente importante perché testimoniava la prima presenza del genere Dicynodon in Cina. Anni dopo, Sun ritenne di dover istituire sulla base di questi fossili il nuovo genere Jimusaria (1963); lo stesso Sun, nel 1973, descrisse anche la specie J. taoshuyuanensis proveniente dalla zona di Taoshuyuangou, sempre nello Xinjiang e proveniente dal medesimo orizzonte stratigrafico. Fu poi King nel 1988 a riattribuire la specie al genere Dicynodon, un'opinione seguita anche da Lucas (1998). Tuttavia, una revisione sistematica di tutte le specie attribuite a Dicynodon eseguita nel 2011 da Kammerer, Angielczyk e Frobisch ha permesso di riscontrare notevoli differenze tra Jimusaria sinkianensis e le altre specie di Dicynodon, ed è stato quindi riutilizzato il nome generico Jimusaria. Lo stesso studio ha indicato che la specie J. taoshuyuanensis era a tutti gli effetti identica alla specie tipo (Kammerer et al., 2011). Analisi cladistiche successive hanno indicato che Jimusaria e l'affine Turfanodon (che si distingue dal precedente per alcune caratteristiche craniche, come il muso meno stretto e allungato) sono dicinodonti evoluti, più derivati dello stesso Dicynodon, alla base di un clade comprendente i listrosauridi e i kannemeyeriiformi.